# Strižilo
Strižilo (izvirno srbsko Стрижило) je naselje v Srbiji, ki upravno spada pod Mesto Jagodina; slednja pa je del Pomoravskega upravnega okraja.

## Demografija
V naselju živi 427 polnoletnih prebivalcev, pri čemer je njihova povprečna starost 52,4 let (49,5 pri moških in 55,2 pri ženskah). Naselje ima 228 gospodinjstev, pri čemer je povprečno število članov na gospodinjstvo 2,10.
Prebivalstvo je večinoma nehomogeno.
|  |

| Demografija | Demografija     | Demografija     |
| Leto        | Št. prebivalcev | Št. prebivalcev |
| ----------- | --------------- | --------------- |
|             |                 |                 |
|             |                 |                 |
|             |                 |                 |
|             |                 |                 |
| 1948        | 1164            |                 |
| 1953        | 1191            |                 |
| 1961        | 1604            |                 |
| 1971        | 2035            |                 |
| 1981        | 2249            |                 |
| 1991        | 1976            | 1188            |
| 2002        | 1609            | 479             |
|             |                 |                 |

| Etnična sestava po popisu iz leta 2002 | Etnična sestava po popisu iz leta 2002 | Etnična sestava po popisu iz leta 2002 | Etnična sestava po popisu iz leta 2002 | Etnična sestava po popisu iz leta 2002 |
| -------------------------------------- | -------------------------------------- | -------------------------------------- | -------------------------------------- | -------------------------------------- |
| Srbi                                   | Srbi                                   |                                        | 255                                    | 53,23%                                 |
| Romuni                                 | Romuni                                 |                                        | 178                                    | 37,16%                                 |
| Romi                                   | Romi                                   |                                        | 26                                     | 5,42%                                  |
| Vlahi                                  | Vlahi                                  |                                        | 12                                     | 2,50%                                  |
| Bošnjaki                               | Bošnjaki                               |                                        | 2                                      | 0,41%                                  |
| Bolgari                                | Bolgari                                |                                        | 1                                      | 0,20%                                  |
| Neznano                                | Neznano                                |                                        | 0                                      | 0,0%                                   |